# Museo Juan Carlos Iramain
El Museo Provincial Escultor Juan Carlos Iramain es un museo de San Miguel de Tucumán, Tucumán, Argentina. Esta posee la colección del artista tucumano Juan Carlos Iramain, localizada en calle Entre Ríos de la capital. En la actualidad su familia sigue viviendo allí.

## Historia
El museo fue inaugurado el 9 de julio de 1935 por Juan Carlos Iramain como muestra artística y taller en su propia casa, con el propósito de preservar sus obras. Originalmente era administrado por la familia Iramain, excepto en el intervalo entre 1973 y 1981 que fue parte de la municipalidad de San Miguel de Tucumán. En 1988, tras el fallecimiento de la esposa del escultor, quedaron a cargo sus hijos de su mantenimiento y administración.
El 1 de agosto de 2015 el museo fue traspasado al Ente Cultural de Tucumán, perteneciente al gobierno provincial. Además se realizaron obras de remodelación de la estructura del espacio, renovándose los techos, la fachada e incorporándose sanitarios, iluminación y nueva museografía.

## Descripción
La casona donde se asienta el museo tiene una planta y otra superior, y un patio en su interior con árboles de mora, maracuyá y laurel. El espacio cultural abarca 100 obras de Iramain, de las cuales la mayoría son esculturas.